# Onthophagus subsulcatus
Onthophagus subsulcatus là một loài bọ cánh cứng trong họ Bọ hung (Scarabaeidae).